# Avental

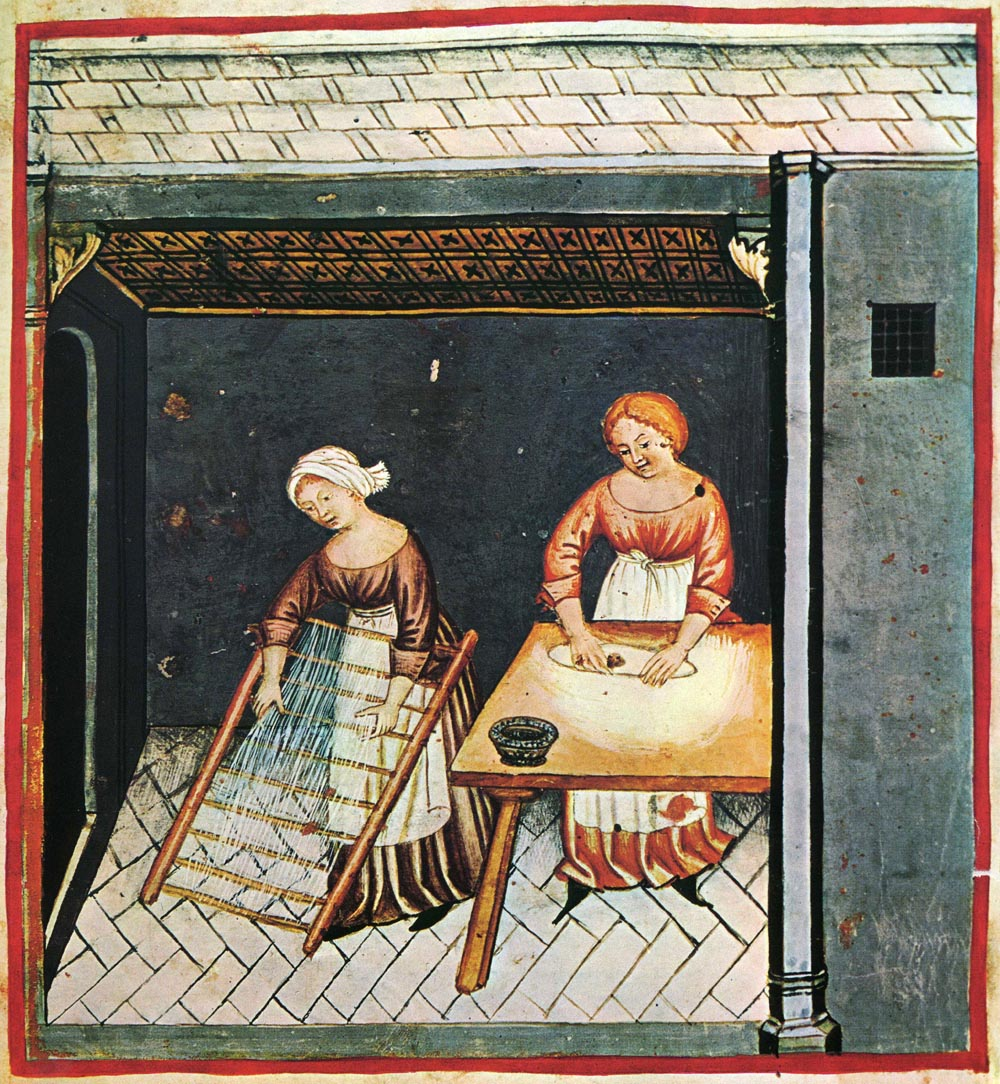
Avental doméstico

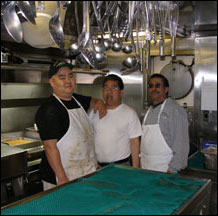
Cozinheiros usando avental

O Avental é uma peça de vestuário exterior, utilizado para proteção dianteira da roupa. Feito habitualmente de pano, serve para proteger de nódoas, ou outro tipo de agressão exterior. 
É usado em diversas profissões tais como cozinheiro e trabalhadores domésticos.
Para além de pano, os aventais podem ser feitos de borracha, para protecção contra produtos químicos; e em chumbo, para serem utilizados por técnicos de Raio-X, como protecção contra radiações. Os aventais podem dispor de bolsos, tais como os utilizados pelos sapateiros e carpinteiros, para colocação de pequenos objectos. Os aventais domésticos são, normalmente, feitos de plástico, ou PVC, para protecção contra pingos de óleo ou detergentes.

## Na Maçonaria

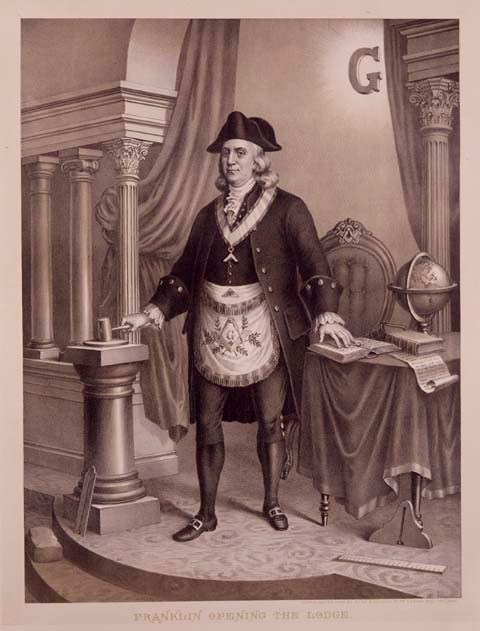
Benjamin Franklin usando um avental maçónico

O avental é também um símbolo maçónico, que simboliza o trabalho.
Além destas utilizações mais óbvias, o avental faz parte da indumentária tradicional portuguesa, que nos primórdios do reino era utilizado livremente por todas as classes, de manhã à noite sem qualquer ponta de embaraço. 
Historicamente não se conhecem as razões que levaram a que os pendurássemos atrás da porta da cozinha, mas há registo que existe uma zona da cidade de Lisboa que pretende recuperar o seu uso. Esta zona é Alfama, claro.